# Patagonska stepa
Patagonska stepa ali Magellanova stepa, znana tudi kot Patagonska puščava, je največja puščava v Argentini in je osma največja puščava na svetu po površini, ki zaseda 673.000 km2. Leži predvsem v Argentini v regiji Patagonija in z majhnimi deli v Čilu. Omejena je z Andi na zahodu in Atlantskim oceanom na vzhodu. Na severu puščava sodi v regijo Cuyo in v pampo. V osrednjem delu stepe prevladujejo grmičevje in zelnate rastlinske vrste, na zahodu, kjer je padavin več, grmičevje nadomeščajo trave. Topografsko je puščava sestavljena iz planot in masivov, ki so jih razkosale rečne doline in kanjoni. Več zahodnih stepskih delov ima jezera ledeniškega izvora in neplodne gore ali hladne zmerne gozdove vzdolž dolin.
Naseljena z lovci in nabiralci v predšpanskih časih, se je puščava soočila z migracijami v 19. stoletju Mapučev, Čilencev, Argentincev, Valižanov in drugih evropskih narodov, ki so prostor preoblikovali iz konfliktne obmejne cone v sestavni del Argentine, ovčjereja in konjereja pa sta primarna raba zemljišč.

## Geografija
Patagonska puščava je največja od 40 ° vzporedno in je velika hladna zimska puščava, kjer temperatura le redko presega 12 °C in povprečno le 3 °C. V regiji se dogaja približno sedem mesecev zime in pet mesecev poletja. V puščavi je, zaradi nenavadnega zelo suhega podnebja skozi celo leto, sneg redek. Andi, na zahodnem delu puščave, so glavni razlog za tak puščavski status, saj zavirajo zahodni tok vlage iz južnega Pacifika, da ne doseže notranjosti. Ustvarjajo padavinsko senco, ki povzroča nastanek puščave, zato je, čeprav le približno 200 kilometrov oddaljena od oceana, v tej regiji najdena velika puščava. Hladni Falklandski tok ob atlantski obali Južne Amerike prav tako prispeva k aridnosti tega območja.
Različne podnebne razmere so: obala severno od 45. vzporednika je bolj mila zaradi toplega toka iz Brazilije; celotna severna polovica regije je precej toplejša poleti, ko prevladuje sončno vreme. Dnevne temperature poleti dosegajo 31 °C v regiji Rio Colorado, na splošno pa 26 °C do 29 °C na severni obali in 24 °C do 28 °C v severni ravnini, pri čemer je ponoči okoli 12 °C do 15 °C na obali in med 7 °C in 10 °C v stepi. Na jugu se poletne temperature znižajo od 22 °C do 16 °C ob obali in od 24 °C do 17 °C v stepi, medtem ko se ponoči temperature gibljejo od 8 °C do 11 °C na obali in od 6 °C do 10 °C v stepi.
V zimskem času so bližina obale in nadmorske višine glavni dejavniki: medtem ko imajo severna obalna območja zmerne zime, od 2 °C ponoči do okoli 11 °C čez dan, se južna Santa Cruz giblje od –2 °C do 5 °C in Tierra del Fuego od –3 °C do 3 °C, povprečno 0 °C. Na severnih območjih se temperature gibljejo od 0 °C do 10 °C na nižjih območjih in od –5 °C do 5 °C na planoti, medtem ko so na jugu nižje od -3 °C do 4 °C, višje pa so očitno pod 0 °C. Najhladnejše točke običajno med hladnimi frontami dosežejo med –20 °C in –25 °C, uradni zapis pa je –33,9 °C v provinci Chubut. Po nekaterih poročanjih naj bi bile najnižje temperature –35 °C. Poletna zmrzal je običajna povsod, razen na severni obali, v toplem obdobju pa lahko pada celo ledeni in lahki sneg. Vetrovi so konstantni in zelo močni, v večini primerov z zahoda.
Preden so nastali Andi so regijo verjetno pokrivali zmerni gozdovi. Vendar pa je po nastanku Andov pepel iz bližnjih vulkanov pokril gozdove, z minerali nasičene vode, ki so zalivale drevje in fosilizirale drevesa so ustvarile enega najbolje ohranjenih okamenelih gozdov v puščavskem središču na svetu. Patagonija je večinoma sestavljena iz prodnatih ravnic in planot s kanjoni iz peščenjaka in plastmi gline v pokrajin, izklesane s puščavskim vetrom. Regija, ki zajema puščavo, pa ima veliko različnih funkcij. Efemerne reke, jezera in drenažne usedline iz andskih izbruhov, ki gostijo različne vodne ptice in vodne trave. V regiji so tudi številne ledeniške, rečne in vulkanske usedline, ki so sčasoma pomembno vplivale na puščavsko podnebje, kar še posebej prispeva h gramoznim sedimentom, ki pokrivajo dele Patagonije.
Puščava je precej vetrovna, kar je posledica učinka padavinske sence in padajočega hladnega gorskega zraka. Ta veter pomaga ustvarjati enega največjih, če ne največji vir prahu nad Južnim Atlantikom.
Na zahodu je patagonska travnata površina stepe omejena z gozdovi Nothofagus magellanovih subpolarnih gozdov.
Vulkanske kamnine pokrivajo več kot 120.000 km2 patagonske puščave, večinoma v masivu Somun Cura (tj. Severni Patagonski masiv) in masiv Deseado. Nekatera druga vulkanska območja vključujejo vulkansko polje Pali-Aike blizu Magellanovega preliva. Vulkanske kamnine so posledica vulkanizma, ki se je razširil predvsem v dveh epizodah: ena v eocenskem in miocenskem, druga pa od poznem miocenu do pleistocenu.

## Živalstvo in rastlinstvo
Kljub ostrim puščavskim razmeram v Patagoniji živijo številne živali. Nekatere živijo le na bolj bivalnem in geografsko raznolikem obrobju puščave, kjer je hrana bogatejša in okolje manj sovražno, vse pa najdemo v regiji Patagoniji. Kunčja sova Athene cunicularia, Darwinov nandu (Rhea pennata), gvanako, tuco-tuco (Ctenomys fulvus), patagonska mara (Dolichotis patagonum), južni tripasasti pasavec  Tolypeutes matacus, patagonska podlasica (Lyncodon patagonicus), puma, južnoameriška siva lisica (Lycalopex griseus), puščavska iguana (Dipsosaurus dorsalis), kača Thamnophis proximus in različne vrste orlov in jastrebov so nekatere vrste živali, ki živijo v regiji.
Rastlinstvo regije je za podnebje precej pogosto in obsega več vrst puščavskega grmičevja, kot sta sporiševka Acantholippia in razhudnikovka Benthamiella ter trave, kot sta bodalica Stipa in Poa. Vodne travnate in večje rastline so na obrobju puščave in okrog jezer.

## Človekova raba tal
V puščavi so v preteklosti živela razna avtohtona ljudstva, kar dokazujejo jamske poslikave na tem območju. Najzgodnejši prebivalci, znani po imenu so Tehuelchi. Živeli so kot lovci-nabiralci in niso kmetovali v bujnih dolinah v puščavi. V 18. in 19. stoletju so na severni del puščave med procesom Araucanizacije (proces širjenja kulture, vpliva in jezika Mapudungun iz Araucanije preko Andov v ravnice Patagonije) vplivali Mapuči. V severnem predelu patagonske stepe so Mapuči lovili konje. Plemena so imela nadzor nad trgovino v puščavi in trgovala z mesti južnega Čila, pa tudi z Buenos Airesom in regijo Cuyo.
Od sredine 19. stoletja naprej se je na obrobju puščave pojavilo nekaj argentinskih in evropskih naselij, med katerimi so bila nekatera sporadična. Najpomembnejše Y Wladfa je bilo ustanovljeno na izlivu reke Chubut, ki so ga leta 1860 naselili priseljenci Valižani. Perito Moreno je raziskoval puščavo v 1870-ih. V 1870-ih je argentinska vojska začela osvajanje puščave in množično premagovala vojsko Mapučev. Po osvojitvi je avtohtono prebivalstvo v puščavi močno upadlo; nekateri so odšli v Čile in na obrobna območja v Andih. Ocenjuje se, da je osvojitev puščave povzročila smrt približno 1000 domorodcev. Poleg tega je bilo ujetih 10.000 ameriških staroselcev, od katerih so jih v Buenos Airesu zaprli 3000, ločeno po spolu, da bi se izognili njihovemu razmnoževanju. Mejna pogodba iz leta 1881 med Čilom in Argentino je večino puščave dokončno dodelila Argentini; prvotno je Čile zahteval spreminjanje zdaj argentinskih območij kot zahtevke podedovanih kolonialnih naslovov.
V nekaj desetletjih pred in po letu 1900 so manj suhi deli patagonske stepe naselili z ovcami za ovčerejo, ki so preobrazile regijo v enega največjih izvoznikov izdelkov iz ovc na svetu.
Območje je danes redko poseljeno in tisti, ki živijo tukaj, se preživljajo predvsem z vzrejo živine, kot so ovce in koze. Rudarstvo, zlasti nafta, plin in premog v delih regije, je drug način, s katerim se ljudje ukvarjajo in vplivajo na puščavsko okolje.